# Harald Niederreiter
Harald Niederreiter (né en 1944) est un mathématicien autrichien.

## Biographie
Niederreiter a obtenu en 1969 un doctorat sub auspiciis (de) à l'université de Vienne, sous la direction d'Edmund Hlawka.
De 1969 à 1978, Niederreiter a été professeur dans des universités et instituts de recherche aux États-Unis (université de l'Illinois du Sud (en), université de l'Illinois à Urbana-Champaign, Institute for Advanced Study à Princeton, université de Californie à Los Angeles). En 1978, il a occupé la chaire de mathématiques pures à l'université des Indes occidentales à Kingston. Rentré en Autriche en 1981, il a siégé à l'Académie autrichienne des sciences à Vienne, en particulier comme directeur de l'Institut pour le traitement de l'information et de l'Institut pour les mathématiques discrètes. De 2001 à 2009, il a été professeur de mathématiques et d'informatique à l'université nationale de Singapour. Depuis 2009, il est Senior Scientist[Quoi ?] à l'Institut Johann Radon de mathématiques informatiques et appliquées (RICAM, dépendant de l'Académie autrichienne des sciences) à Linz. De 2010 à 2011, il a été le professeur de mathématiques de l'université du Roi Fahd du Pétrole et des Mines à Dhahran (Arabie saoudite). Il a été en outre professeur invité dans de nombreux pays (Australie, Chine, Allemagne, France, Arabie saoudite, Suisse, Singapour, Taïwan, États-Unis). Depuis 1986, il est professeur honoraire à l'université de Vienne.

## Travaux
Niederreiter a surtout travaillé sur les corps finis et leurs utilisations (par exemple en théorie des codes) – il a écrit sur ce sujet de nombreux ouvrages standard – ainsi que sur la cryptographie, les générateurs de nombres pseudo-aléatoires, la théorie des nombres et l'analyse numérique.

## Honneurs
Niederreiter est membre de la Leopoldina (depuis 1996, et membre de la présidence de 1999 à 2000), de l'Académie des sciences de New York et de l'Académie autrichienne des sciences (depuis 1996, mais membre correspondant depuis 1993). En 1998, il a reçu le prix du cardinal Innitzer en sciences de la nature et en 2003, le National Science Award de Singapour. En 1998, il a été orateur invité Congrès international des mathématiciens (ICM) à Berlin (Nets, (t,s)-Sequences and Algebraic Curves over Finite Fields with Many Rational Points) et en 2003, il a donné une conférence plénière à l'ICIAM à Sydney (High-Dimensional Numerical Integration). En 2012 il devient fellow de l'American Mathematical Society. En 2014 l’université de Linz lui a décerné un doctorat honoris causa.

## Publications
- avec Rudolf Lidl, Finite Fields, Encyclopedia of Mathematics and Its Applications, vol. 20, Addison-Wesley, 1983 ; 2e éd., CUP, 1997
- avec Rudolf Lidl, Introduction to Finite Fields and Their Applications, CUP, 1986 ; éd. révisée, CUP, 1994
- avec Lauwerens Kuipers, Uniform Distribution of Sequences, Interscience Tracts, Wiley, 1974 ; réimpr. Dover, 2006
- Random Number Generation and Quasi-Monte Carlo Methods, Soc. Industr. Applied Math., 1992
- avec Chaoping Xing, Rational Points on Curves over Finite Fields: Theory and Applications, CUP, 2001
- avec Chaoping Xing, Algebraic Geometry in Coding Theory and Cryptography, PUP, 2009
- avec Arne Winterhof, Applied Number Theory, Springer, 2015
- avec Peter Jau-Shyong Shiue (éditeurs), Monte Carlo and Quasi-Monte Carlo Methods in Scientific Computing, Springer, 1995
- avec Stephen D. Cohen (éditeurs), Finite Fields and Applications, London Mathematical Society Lecture Note Series N° 233, CUP, 1996
- avec Peter Hellekalek, Gerhard Larcher (de) et Peter Zinterhof (éditeurs), Monte Carlo and Quasi-Monte Carlo Methods 1996, Springer, 1998
- avec Cunsheng Ding et Tor Helleseth (éditeurs), Sequences and Their Applications, Springer, 1999
- avec Jerome Spanier (éditeurs), Monte Carlo and Quasi-Monte Carlo Methods 1998, Springer, 2000
- avec Dieter Jungnickel (éditeurs), Finite Fields and Applications, Springer, 2001
- avec Kai-Tai Fang et Fred J. Hickernell (éditeurs), Monte Carlo and Quasi-Monte Carlo Methods 2000, Springer, 2002
- (éditeur) Coding Theory and Cryptology, World Scientific Publishing, 2002
- (éditeur) Monte Carlo and Quasi-Monte Carlo Methods 2002, Springer, 2004
- avec Keqin Feng et Chaoping Xing (éditeurs), Coding, Cryptography and Combinatorics, Birkhäuser, 2004
- avec Denis Talay (éditeur), Monte Carlo and Quasi-Monte Carlo Methods 2004, Springer, 2006
- avec Alexander Keller et Stefan Heinrich (éditeurs), Monte Carlo and Quasi-Monte Carlo Methods 2006, Springer, 2008
- avec Yongqing Li, San Ling, Huaxiong Wang, Chaoping Xing et Shengyuan Zhang (éditeurs), Coding and Cryptology, World Scientific Publishing, 2008
- avec Peter Kritzer, Friedrich Pillichshammer et Arne Winterhof (éditeurs), Uniform Distribution and Quasi-Monte Carlo Methods, de Gruyter, 2014
- avec Alina Ostafe, Daniel Panario et Arne Winterhof (éditeurs), Algebraic Curves and Finite Fields, de Gruyter, 2014